# Sistemes de certificació d'edificis verds

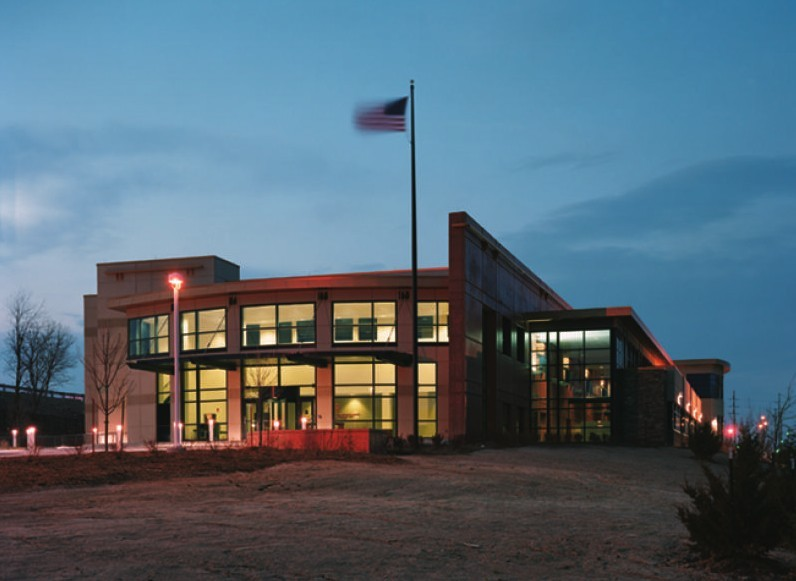
Centre de Ciència i Tecnologia de l'EPA de Kansas City. Edifici certificat LEED Gold.

Els sistemes de certificació d'edificis verds són un conjunt de sistemes i eines de qualificació que s'utilitzen per avaluar el rendiment d'un edifici o d'un projecte de construcció des d'una perspectiva de sostenibilitat i medi ambient. Aquestes qualificacions tenen com a objectiu millorar la qualitat global dels edificis i les infraestructures, integrar un enfocament del cicle de vida en el seu disseny i construcció i promoure el compliment dels Objectius de Desenvolupament Sostenible de les Nacions Unides per part del sector de la construcció. Els edificis que hagin estat avaluats i que es consideri que compleixen un cert nivell de rendiment i qualitat, reben un certificat que acredita aquest assoliment.
Segons l'Informe sobre l'estat global 2017 publicat pel Programa de les Nacions Unides per al Medi Ambient (PNUMA) en coordinació amb l'Agència Internacional de l'Energia (AIE), els edificis i les activitats de construcció en conjunt contribueixen al 36% de l'ús global d'energia i al 39% de les emissions de diòxid de carboni (CO2). Mitjançant la certificació, es podrien entendre i mitigar millor els impactes ambientals associats durant el cicle de vida dels edificis i altres infraestructures (normalment disseny, construcció, operació i manteniment). Actualment, hi ha més de 100 sistemes de certificacions d'edificis arreu del món. Els models de certificació d'edificis més populars actualment són BREEAM (Regne Unit), LEED (EUA) i DGNB (Alemanya).

## Història
A mitjans dels anys vuitanta, els temes ambientals van ser notícia i atenció pública a causa de diferents desastres internacionals com el desastre de Bhopal (1984), l'explosió nuclear de Txernòbil (1986) i el vessament del petrolier Exxon Valdez (1989). Les avaluacions del cicle de vida (ACV) van començar a guanyar força des de les seves etapes inicials entre els anys setanta i vuitanta i va ser l'any 1991 quan es va encunyar el terme per primera vegada. Amb el coneixement creixent dels impactes ambientals deguts a les activitats humanes, es va buscar una avaluació més completa dels edificis que utilitzen els principis de l'ACV. L'any 1990 es va llançar el primer mètode d'avaluació de la sostenibilitat per a edificis, BREEAM. El 1993, Rick Fedrizzi, David Gottfried i Mike Italiano van formar el primer Green Building Council (GBC) del món amb el US Green Building Council. La seva missió era promoure pràctiques centrades en la sostenibilitat a la indústria de la construcció i la construcció i avançar en els principis de la construcció sostenible. USGBC va ser també responsable de la creació del sistema de qualificació d'edificis ecològics de lideratge en disseny energètic i ambiental (LEED) el 1998. La integració de l'ús energètic, el rendiment dels materials i altres qüestions ambientals relacionades amb l'edifici, juntament amb l'objectiu d'estandarditzar la comparació de les avaluacions, va conduir a mètodes d'avaluació d'edificis més complets.

## Objectius i beneficis de la certificació d'edificis
L'objectiu de tots els sistemes de qualificació de certificació és proporcionar eines i mètodes per avaluar el rendiment ambiental i eficient dels recursos d'un edifici. Els objectius principals d'aquestes eines són:
1. optimitzar el rendiment de l'edifici i minimitzar els impactes ambientals
2. proporcionar una manera de quantificar els efectes ambientals d'un edifici
3. establir estàndards i punts de referència per avaluar els edificis de manera objectiva

A més, el resultat d'aquesta avaluació és proporcionar un certificat que acrediti l'assoliment del rendiment i la qualitat desitjats de l'edifici. Alguns dels avantatges de certificar un edifici o una propietat inclouen: